# Srećko Horvat
Srećko Horvat (ur. 1983 w Osijeku) – chorwacki pisarz, tłumacz i filozof. Jego obszary zainteresowań obejmują filozofię i politologię.
Przez osiem lat mieszkał w Niemczech, do Chorwacji wrócił w 1991 roku. W centrum uwagi publicznej znalazł się za sprawą książki Protiv političke korektnost. Jego twórczość została przełożona na liczne języki świata.

## Twórczość książkowa
W języku angielskim
- What does Europe want? The Union and its Discontents (współautorstwo: Slavoj Žižek), Istros Books, 2013
- Welcome to the Desert of Postsocialism (współautorstwo: Igor Štiks), Verso, 2014
- The Radicality of Love, Polity Press, 2015
- Subversion!, Zero Books, 2017
- Poetry from the Future, Penguin, 2019

W języku francuskim
- Sauvons-nous de nos sauveurs, Éditions Lignes, 2013

W języku niemieckim
- Was will Europa? – Rettet uns vor den Rettern (współautorstwo: Slavoj Žižek) Laika-Verlag, Hamburg, 2013
- Nach dem Ende der Geschichte Laika-Verlag, Hamburg, 2013

W języku chorwackim
- Protiv političke korektnosti. Od Kramera do Laibacha, i natrag, Biblioteka XX. Vek, Beograd, 2007.
- Znakovi postmodernog grada Jesenski i Turk, Zagreb, 2007
- Diskurs terorizma AGM, Zagreb, 2008
- Totalitarizam danas Antibarbarus, Zagreb, 2008
- Budućnost je ovdje Svijet distopijskog filma, HFS, Zagreb, 2008
- Ljubav za početnike Naklada Ljevak, Zagreb, 2009
- Pravo na pobunu (współautorstwo: Igor Štiks), Fraktura, Zagreb, 2010
- Pažnja! Neprijatelj prisluškuje Naklada Ljevak, Zagreb, 2011
- Što Europa želi? (współautorstwo: Slavoj Žižek), Algoritam, Zagreb, 2013

W języku hiszpańskim
- La radicalidad del amor Katakrak, Iruñea-Pamplona, 2016.